# Municipio de Hay Creek (Dakota del Norte)
El municipio de Hay Creek (en inglés: Hay Creek Township) es un municipio ubicado en el condado de Burleigh en el estado estadounidense de Dakota del Norte. En el año 2010 tenía una población de 4057 habitantes y una densidad poblacional de 55,65 personas por km².

## Geografía
El municipio de Hay Creek se encuentra ubicado en las coordenadas 46°52′13″N 100°47′54″O / 46.87028, -100.79833. Según la Oficina del Censo de los Estados Unidos, el municipio tiene una superficie total de 72.9 km², de la cual 70,98 km² corresponden a tierra firme y (2,64 %) 1,92 km² es agua.

## Demografía
Según el censo de 2010, había 4057 personas residiendo en el municipio de Hay Creek. La densidad de población era de 55,65 hab./km². De los 4057 habitantes, el municipio de Hay Creek estaba compuesto por el 97,95 % blancos, el 0,17 % eran afroamericanos, el 0,74 % eran amerindios, el 0,12 % eran asiáticos, el 0,3 % eran de otras razas y el 0,71 % eran de una mezcla de razas. Del total de la población el 0,94 % eran hispanos o latinos de cualquier raza.